# ルイス・アルベルト・ロペス
ルイス・アルベルト・ロペス（Luis Alberto Lopez、1993年8月21日 - ）はメキシコのプロボクサー。バハ・カリフォルニア州メヒカリ出身。元IBF世界フェザー級王者。

## 来歴

### デビュー初期
少年時代はサッカーをやりながら喧嘩に明け暮れていた。母親に背中を押されボクシングジムに通い始め、8カ月だけアマチュアボクシングで戦い、6勝4敗の戦績。22歳でプロデビュー。

### インターナショナル王者時
2019年2月28日、ワシントン州ヤキマ郡トッペニッシュのレジェンズ・カジノでレイ・ヒメネスとWBOインターナショナルフェザー級王座決定戦を行い、偶然のバッティングで8回終了時3-0（80-72、78-74、77-75）の負傷判定勝ちを収め王座獲得に成功した。
2019年5月10日、カリフォルニア州コロナのオメガ・プロダクツ・インターナショナルでルーベン・ビラと対戦し、10回0-3（93-97、92-98、94-96）の判定負けを喫して初防衛に失敗、王座から陥落した。

### トップランク契約
2021年9月10日、アリゾナ州ピマ郡ツーソンのカジノ・デル・ソルでガブリエル・フローレス・ジュニアと対戦し、10回3-0（100-90×2、98-92）の判定勝ちを収めた。
2021年12月3日、ロンドンのヨーク・ホールでIBF世界フェザー級8位のアイザック・ロウとIBF世界フェザー級挑戦者決定戦を行い、7回KO勝ちを収めキコ・マルチネスへの挑戦権を獲得した。
2021年12月23日、ボブ・アラムのトップランクと契約した。
2022年12月10日、リーズのファースト・ダイレクト・アリーナでIBF世界フェザー級王者のジョシュ・ワーリントンと対戦し、12回2-0（115-113×2、114-114）の判定勝ちを収め王座を獲得した。
2023年5月27日、ベルファストのSSEアリーナで元WBA世界フェザー級暫定王者でIBF世界フェザー級5位のマイケル・コンランと対戦し、5回1分14秒TKO勝ちを収め初防衛に成功した。
2023年9月15日、テキサス州コーパスクリスティのアメリカン・バンク・センターでIBF世界フェザー級11位のジョエト・ゴンサレスと対戦し、12回3-0（118-110、117-111、116-112）の判定勝ちを収め2度目の防衛に成功した。
2024年3月2日、ニューヨーク州ヴェローナのターニング・ストーン・リゾート・アンド・カジノ内ターニング・ストーン・イベント・センターでIBF世界フェザー級1位の阿部麗也と対戦し、8回39秒TKO勝ちを収め3度目の防衛に成功した。
2024年8月10日、ニューメキシコ州アルバカーキのティングリー・コロシアムで元WBO世界スーパーバンタム級王者でIBF世界フェザー級11位のアンジェロ・レオと対戦し、10回1分16秒KO負けを喫し4度目の防衛に失敗、王座から陥落した。試合後に病院でMRI検査を受けたところ、軽度の脳出血が見つかり、医師から6ヵ月後に再検査を受けるよう告げられた。

## 戦績
- アマチュアボクシング：10戦 6勝 4敗
- プロボクシング：34戦 31勝 (18KO) 3敗

| 戦           | 日付           | 勝敗 | 時間     | 内容    | 対戦相手                                   | 国籍           | 備考                                                     |
| ------------ | -------------- | ---- | -------- | ------- | ------------------------------------------ | -------------- | -------------------------------------------------------- |
| 1            | 2015年11月6日  | ☆    | 4R       | 判定2-1 | フランシスコ・ハビエル・グランデ・パチェコ | メキシコ       | プロデビュー戦                                           |
| 2            | 2016年1月29日  | ☆    | 4R       | 判定3-0 | エリック・トーレス・エスコベド             | メキシコ       |                                                          |
| 3            | 2016年3月18日  | ☆    | 4R       | 判定3-0 | エリク・アドリアン・レイバ・ラモス         | メキシコ       |                                                          |
| 4            | 2016年4月29日  | ☆    | 4R       | 判定3-0 | ホバンニ・サルダナ                         | メキシコ       |                                                          |
| 5            | 2016年9月10日  | ☆    | 4R 0:48  | TKO     | エクトール・カンスダレス                   | メキシコ       |                                                          |
| 6            | 2016年10月22日 | ☆    | 5R 1:59  | KO      | ファン・アントニオ・リベラ                 | メキシコ       |                                                          |
| 7            | 2016年11月19日 | ☆    | 1R 2:02  | TKO     | ホセ・ペク                                 | メキシコ       |                                                          |
| 8            | 2017年1月1日   | ☆    | 8R       | 判定3-0 | セウス・バレンスエラ                       | メキシコ       |                                                          |
| 9            | 2017年3月3日   | ☆    | 6R       | TKO     | アルフレド・メヒア・バルガス               | メキシコ       |                                                          |
| 10           | 2017年8月5日   | ☆    | 3R 1:24  | KO      | マルセリーノ・エルナンデス                 | メキシコ       |                                                          |
| 11           | 2017年10月28日 | ☆    | 10R      | 判定3-0 | クリスティアン・ビエルマ                   | メキシコ       | メキシコパシフィックコーストスーパーフェザー級王座決定戦 |
| 12           | 2018年1月13日  | ☆    | 8R       | 判定    | アンドレス・タピア                         | メキシコ       |                                                          |
| 13           | 2018年3月24日  | ★    | 10R      | 判定1-2 | アブラアム・モントーヤ                     | メキシコ       | メキシコパシフィックコースト陥落                         |
| 14           | 2018年8月31日  | ☆    | 3R 1:02  | TKO     | マルコ・アントニオ・ガルシア・トレド       | メキシコ       |                                                          |
| 15           | 2018年9月29日  | ☆    | 2R 2:37  | TKO     | ルイス・クエト・エルナンデス               | メキシコ       |                                                          |
| 16           | 2018年11月9日  | ☆    | 6R       | 判定3-0 | グレゴリオ・トーレス                       | メキシコ       |                                                          |
| 17           | 2018年12月15日 | ☆    | 5R 2:23  | TKO     | ヤイル・パティーノ                         | メキシコ       |                                                          |
| 18           | 2019年2月28日  | ☆    | 8R       | 判定3-0 | レイ・ヒメネス                             | アメリカ合衆国 | WBOインターナショナルフェザー級王座決定戦                |
| 19           | 2019年5月10日  | ★    | 10R      | 判定0-3 | ルーベン・ビラ                             | アメリカ合衆国 | WBOインターナショナル陥落                                |
| 20           | 2019年8月30日  | ☆    | 1R 2:30  | TKO     | イスラエル・ロハス                         | メキシコ       |                                                          |
| 21           | 2019年9月21日  | ☆    | 1R 1:19  | TKO     | マルコ・アントニオ・モンテロス             | メキシコ       |                                                          |
| 22           | 2019年12月14日 | ☆    | 5R 1:28  | TKO     | クリスチャン・バエス                       | ベネズエラ     |                                                          |
| 23           | 2020年7月7日   | ☆    | 10R      | 判定2-1 | アンディ・バンス                           | アメリカ合衆国 |                                                          |
| 24           | 2021年3月18日  | ☆    | 1R 0:58  | KO      | マウロ・ロレト                             | メキシコ       |                                                          |
| 25           | 2021年9月10日  | ☆    | 10R      | 判定3-0 | ガブリエル・フローレス・ジュニア           | アメリカ合衆国 |                                                          |
| 26           | 2021年12月3日  | ☆    | 7R 2:38  | KO      | アイザック・ロウ                           | イギリス       |                                                          |
| 27           | 2022年4月9日   | ☆    | 4R 1:08  | KO      | ラウル・チリノ                             | アメリカ合衆国 |                                                          |
| 28           | 2022年8月20日  | ☆    | 2R 1:00  | KO      | ジェイソン・バルガス                       | コロンビア     |                                                          |
| 29           | 2022年12月10日 | ☆    | 12R      | 判定2-0 | ジョシュ・ワーリントン                     | イギリス       | IBF世界フェザー級タイトルマッチ                          |
| 30           | 2023年5月27日  | ☆    | 5R 1:14  | TKO     | マイケル・コンラン                         | アイルランド   | IBF防衛1                                                 |
| 31           | 2023年9月15日  | ☆    | 12R      | 判定3-0 | ジョエト・ゴンザレス                       | アメリカ合衆国 | IBF防衛2                                                 |
| 32           | 2024年3月2日   | ☆    | 8R 0:39  | TKO     | 阿部麗也（KG大和）                         | 日本           | IBF防衛3                                                 |
| 33           | 2024年8月10日  | ★    | 10R 1:16 | KO      | アンジェロ・レオ                           | アメリカ合衆国 | IBF陥落                                                  |
| 34           | 2025年3月29日  | ☆    | 1R       | KO      | エドゥアルド・モントーヤ                   | メキシコ       | 試合前                                                   |
| テンプレート |                |      |          |         |                                            |                |                                                          |

## 獲得タイトル
- WBOインターナショナルフェザー級王座
- IBF世界フェザー級王座（防衛3）